# Nascimento Moraes
José do Nascimento Moraes, mais conhecido como Nascimento Moraes (São Luís, 10 de março de 1882 - São Luís, 21 de fevereiro de 1958) foi um jornalista e escritor brasileiro.

## Biografia
Foi professor do Liceu Maranhense e dentre seus vários alunos estiveram os escritores Josué Montello, Ferreira Gullar e José Sarney.
Exerceu durante toda a vida a função de jornalista, tendo sido colunista do jornal O Globo, onde utilizava o pseudônimo de Braz Sereno. 
Foi integrante dos movimentos culturais ludovicenses Oficina dos Novos (1899) e do Renascença Literária (1901).
Fora eleito em 05 de fevereiro de 1935 para a Academia Maranhense de Letras, sucendo o historiador José Ribeiro do Amaral. Fora recepcionado em 12 de outubro de 1938 pelo acadêmico Armando Vieira da Silva. 
Dentre os seus filhos destacam-se os escritores Nascimento Morais Filho e Paulo Nascimento Moraes. 
Falecera em 21 de fevereiro de 1958, na cidade de São Luís.

## Obras[3]
- Puxos e repuxos (1910)
- Vencidos e degenerados (1915)
- Neurose do medo (1923)
- Contos de Valério Santiago (1972, publicação póstuma)